# 林一山
林一山（1911年6月—2007年12月30日），中國山东省文登市人。北平师范大学肄业。林一山是中国著名的水利学者。为三峡水电站的主要支持者。并且参与了葛洲坝等一系列的水电站设计工程。

## 生平

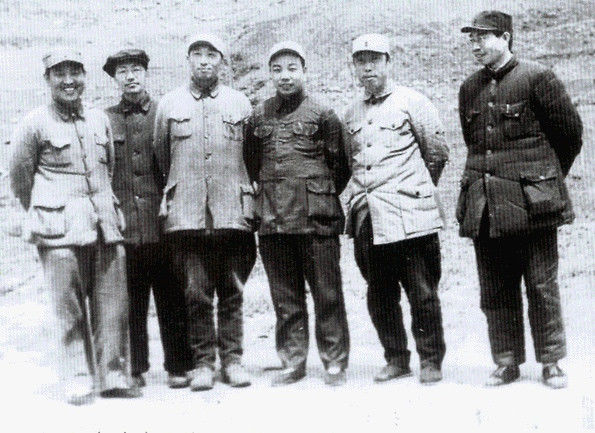
1946年国共东北战场，林一山、刘澜波、萧华、张学思、白坚、江华

1911年6月生。1935年加入中国共产党。曾任北平师范大学中共中心支部书记。1937年任中共胶东特委委员。后任胶东军政委员会主席兼山东人民抗日救国军第三军总指挥，中共胶东区委宣传部、统战部、民运部部长，胶东行署党组书记。
辽南省委书记兼军区政委，辽宁省委副书记。第四野战军南下工作团秘书长。
中华人民共和国建立后，历任中南军政委员会财经委员会副主任、中南水利部部长，长江水利委员会主任、水利部部长，长江水利委员会主任，长江流域规划办公室主任，葛洲坝工程技术委员会主任，水利部顾问。是第五、六届全国人大常委。